# Johannes Parenti
Johannes Parenti oder Johannes Parens (* in Carmignano, Toskana; † 28. Juni 1250) war als Nachfolger des hl. Franziskus (je nach Zählweise) der zweite Generalminister des Franziskanerordens von 1227 bis 1232. Sein Vorgänger war bis zu seinem Tod Franz von Assisi, der jedoch Elias von Cortona 1221 als Stellvertreter eingesetzt hatte, sein Nachfolger war ebenfalls Elias von Cortona. Johannes Parenti war ebenso wie Franziskus und Elias von Cortona Laie, besaß also keine Priesterweihe. Er war vor seinem Ordenseintritt Richter in Città di Castello gewesen. Er hatte vor seiner Wahl zum Generalminister wahrscheinlich im Konvent in Florenz gelebt und war Provinzialminister in Spanien gewesen. Über sein Schicksal nach seiner Abwahl und über die Umstände seines Todes ist nichts bekannt.

## Streit um das Amt und Armutsstreit
Johannes setzte sich mit aller Kraft für ein Festhalten an der strengen Regel und an der Befolgung des Armutsideals des Gründers ein. Er gehörte damit zur radikaleren Richtung der Brüder, die nach dem Tod Franz’ von Assisi in Streitigkeiten verfielen.
Viele Minderbrüder, die wegen des starken Anwachsens des Ordens in ganz Europa (es waren inzwischen etwa 5000 Brüder) den Gründer nicht mehr persönlich kennengelernt hatten, sahen die radikale Armut des Franziskus als unpraktikabel an. Sie wollten die Lebensweise der Brüder an die der Benediktiner angleichen und ein Minimum an Eigentum und Absicherung erreichen. (Siehe dazu auch Armutsstreit.)
Der radikalere Ordensflügel setzte im ersten Pfingstkapitel nach dem Tod des Franziskus, am 31. Mai 1227, die Wahl des Johannes Parenti gegen Elias von Cortona durch. Im gleichen Kapitel protestierte Parenti heftig gegen die Aufweichung der Regel, er nannte sie klar verständlich und durchaus befolgbar.
Auf dem nächsten Pfingstkapitel 1230 versuchte Elias von Cortona, der der anderen Partei angehörte, Parenti gewaltsam zu stürzen. Doch der Umsturzversuch misslang. Parenti hatte sich als amtierender Generalminister vor den versammelten Kapitularen nackt ausgezogen, um seine Verbundenheit mit dem Prinzip der absoluten Armut auszudrücken.
Um den Streit beizulegen, wurde eine Delegation von Brüdern im Anschluss an das Pfingstkapitel zu Papst Gregor IX. gesandt, um zu den strittigen Punkten eine klare Festlegung zu erreichen. Gregor IX. reagierte mit der Bulle Quo elongati und stellte darin fest, dass es in der 1223 bullierten Regel einige zweideutige und schwer verständliche Stellen gebe, dass das eigentliche Problem jedoch das Testament von Siena darstelle, das Franziskus im April 1226 kurz vor seinem Tod verfasst hatte und in dem er sein Ideal angesichts der schon zu seinen Lebzeiten zunehmenden Konflikte noch einmal radikal darlegte. Gregor IX. entschied, dass das Testament keine bindende Kraft habe. Der radikale Flügel unter Johannes Parenti hatte damit eine schwere Niederlage erlitten.
Auf dem Pfingstkapitel 1232 (nach anderen Quellen vielleicht auch erst 1233) unterlag Johannes Parenti dem Elias von Cortona bei der Wahl unter tumultartigen Umständen. Die Anhänger des Elias von Cortona trugen diesen zum Kapitelsaal, brachen die Türe auf und setzten ihn schließlich auf den Platz des künftigen Generalministers des Ordens. So kürten sie ihn – ohne eigentliche Wahl – gewaltsam zum neuen Generalminister.

## Amtsführung

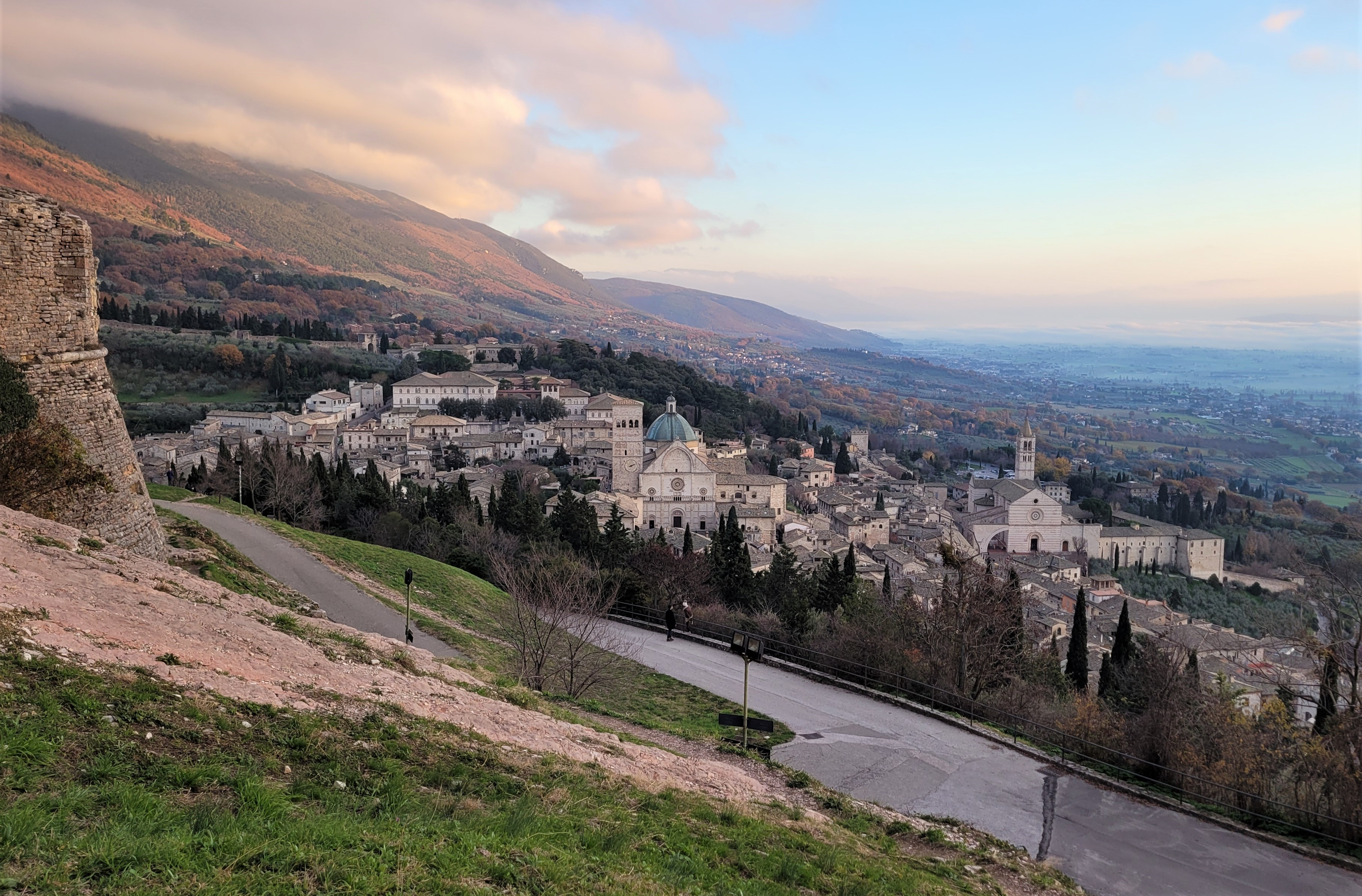
Die unter Johannes Parenti errichtete Basilika San Francesco in Assisi

In die Amtszeit des Johannes Parenti fiel die Heiligsprechung des Franziskus am 19. Juli 1228 sowie der vom Papst und Elias von Cortona vorangetriebene Bau der Kirche San Francesco in Assisi, in die beim Pfingstkapitel 1230 die Gebeine des Franziskus feierlich übertragen wurden.
Typisch für die Amtsführung von Parenti soll der Ausspruch gewesen sein:

„Das Gebäude des Ordens werde aus zwei Mauern erbaut: Durch den guten Wandel und durch die Wissenschaft. Die Mauer der Wissenschaft hätten die Brüder bereits über die Himmel und über die himmlischen Dinge hinaus schon so hoch gebaut, daß sie gar fragten, ob es einen Gott gäbe. - Die Mauer des guten Wandels aber ließen sie niedrig sein.“

Darin zeigt sich, dass Parenti neben dem Armutsstreit auch die zunehmende Gelehrsamkeit der Brüder und ihr Engagement in der Theologie (zum Beispiel an der Universität von Paris) als eine Gefahr für die Lebensweise der Brüder ansah. Auf diese Gefahr hatte auch Franziskus schon im Brief an Bruder Antonius hingewiesen.

## Werke
Johannes Parenti schrieb möglicherweise das Buch Sacrum Commercium Beati Francisci cum Domina Paupertate (Der Bund des Seligen Franziskus mit der Herrin Armut), eine allegorische Erzählung, die die erste Zeit des Ordens und die Armut glorifiziert. Andere Forscher schreiben das Werk jedoch Johannes von Parma zu.